# Goniographa gyulaipeteri
Goniographa gyulaipeteri là một loài bướm đêm thuộc họ Noctuidae. It is widely distributed ở miền tây Tien-Shan Mountains, in the Hissar và dãy núi Alai, ở miền tây Pamirs (Shugnan range) và also ở đông bắc Afghanistan (Badakhshan).